# البيوت الزجاجية (رواية)
البيوت الزجاجية هي رواية خيال حضري/مصاص دماء للشباب البالغين بقلم الكاتبة الأمريكية راشيل كين، صدرت عام 2006. كانت على قائمة نيويورك تايمز للكتب الأكثر مبيعا.

## ملخص
تدور أحداث الرواية حول الطالبة الجامعية الجديدة كلير دانفرز، التي سئمت من وضعها الكابوسي في مسكنها.

## روابط خارجية
- الموقع الرسمي